# Canal Educativo 2
Canal Educativo 2 es un canal de televisión cubano creado en 2004. Se originó como una extensión del Canal Educativo con una línea temática principalmente didáctica. Paulatinamente CE2 perdió esta condición y comenzó a orientarse hacia una programación mayormente generalista hasta que en la actualidad su señal se utiliza para transmitir el canal TeleSur las  24 horas del día por TDT y 12 horas por señal analógica.

## Historia
A partir del 14 de enero de 2014, el Canal Educativo 2 comparte su señal con teleSUR por lo que sus horarios de transmisión se vieron reducidos dramáticamente. Desde las 8:30 hasta las 16:30, hora de Cuba, se emitía la programación del canal multinacional teleSUR en vivo para toda la isla, se interrumpía hasta las 21:00 para transmitir los programas propios del CE2 y luego, daba paso nuevamente a la programación de TeleSUR hasta casi la 01:00. Por la TDT se seguía el mismo esquema salvo que la programación de teleSUR no se interrumpía durante la madrugada y continuaba hasta las 16:30. Estas decisiones partieron del reclamo de la teleaudiencia cubana de contar con la señal de dicho canal en su grilla de programación. 
La programación del canal también se vería afectada cuando teleSUR transmitía algún evento que pudiera calificarse como prioridad a seguir por el estado cubano cómo, por ejemplo elecciones presidenciales o regionales de los países que forman parte de la Alianza Bolivariana para los Pueblos de Nuestra América - Tratado de Comercio de los Pueblos, actividades relacionadas con Venezuela (actos públicos del Gobierno Bolivariano, Discursos del gobierno venezolano, entre otros) y otros eventos como Cumbres de la Comunidad de Estados Latinoamericanos y Caribeños y Petrocaribe. 
En los últimos tiempos como canal con programación propia tuvo inestabilidad en sus horarios de transmisión diaria hasta que, teleSUR ocuparía su horario. A raíz de aquello, los programas del CE2 fueron reorganizados para ser transmitidos en otros canales de televisión del ICRT, mayoritariamente dentro de la señal de su canal hermano, el Canal Educativo. 
Aunque aún mantiene su nombre en la grilla de la TDT, su señal es en la práctica la de la señal de teleSUR. Siendo su competencia directa el nuevo canal HD-4 que transmite en abierto la señal del canal ruso RT.